# 梁美玉
梁美玉（1994年1月8日—），中国女子曲棍球運動員，亦為中国国家女子曲棍球队成員。

## 簡歷
梁美玉的父母梁好斌和张俊燕都生於吉林省德惠市，二人均擅长跑步，自小已是校內的运动健将。梁美玉有个哥哥，曾是专业滑雪运动员。
梁美玉幼年时曾在运动会的径赛项目上获得多项第一。她小時候在吉林省吉林市昌邑区虹园学校就讀，是該校女子曲棍球队2002年成立之后的第一批队员。球队教练贾立認為：“梁美玉是一个难得的好苗子，自身优势非常明显，身体素质好，跑得快，反应灵活。而且她骨子里热爱体育，热爱曲棍球，有股不服输的劲，更肯自發加倍刻苦地练习。”。
及至初中时，梁美玉入选吉林省省体校。她在省体校時參與各种比赛，表现突出，被召入国家队集训半年。2011年，18岁的梁美玉正式入选中国国家女子曲棍球队，成为當時国家队中年龄最小的一名队员，並成功进入16人大名单中。
梁美玉在球隊司職边前锋，是进球位置，在队中有个外号叫“C罗”。她自己选的球衣是28号。
2016年，梁美玉代表中国出戰巴西里约热内卢舉行的奥林匹克运动会女子曲棍球比賽。中国队最終排名小组第五位，无缘八强。